# Behr’s
Behr’s ist ein deutsches Fachmedien-Unternehmen, das besonders in den Bereichen Lebensmittelrecht, Lebensmitteltechnologie und -hygiene, -qualitätsmanagement, Gemeinschaftsverpflegung, Futtermittel- und Kosmetikrecht sowie Pflege und Gesundheit tätig ist. Das Unternehmen besteht aus den Bereichen Digital, Verlag und Akademie.

## Geschichte des Behr’s Verlags
1835 gründete Bernhard Behr den Behr’s Verlag in Berlin. Neben romanischen und slawischen Schriften nahm der Verlag auch literaturwissenschaftliche Themen in das Verlagsprogramm auf. Später wurden als Tätigkeitsgebiet des Verlages folgende Bereiche genannt: Bibliographie, Germanistik, Geographie, Geschichte und Politik, Homöopathie, Militärliteratur, Philosophie, schöne Literatur, protestantische Theologie, Volkswirtschaftslehre.
Nach dem Zweiten Weltkrieg wurde der Verlagssitz nach Wiesbaden verlegt, mit Publikationen zur Lebensmittelwirtschaft. Der Verlag wurde zunehmend zum Fachzeitschriftenverlag.
1960 übernahm der Verleger Werner Benecke mit seiner Familie den Behr’s Verlag. Der Hauptsitz des Verlages wurde in die Averhoffstraße in Hamburg verlegt, wo er noch heute ansässig ist. Nach dem Tod seiner Eltern übernahm 1966 Dieter Benecke den Verlag. Seit 1976 baute Behr’s den Fachbuch- und Veranstaltungsbereich aus und wurde zum Informationsdienstleister für die Bereiche Lebensmittel, Gemeinschaftsverpflegung, Kosmetik, und Gesundheit.
1998 übernahm die WEKA-Verlagsgruppe 49 % der Gesellschaftsanteile. Acht Jahre später erwarb der Deutsche Apotheker Verlag die Anteile von WEKA. Ende 2010 schied Dieter Benecke als Gesellschafter und Geschäftsführer aus dem Verlag aus. Heute gehört der Behr’s Verlag zur Verlagsgruppe Deutscher Apotheker Verlag. Geschäftsführer ist seit 2005 Arno Langbehn.

## Historische Publikationen
Das erste bei Behr’s erschienene Werk trug den Titel: Wie hat man sich bei der jetzt (1837) hier herrschenden Cholera-Epidemie zu verhalten? Es war von Hans Ferdinand von Arnim anlässlich eines Cholera-Ausbruchs in Berlin verfasst worden.
Mit dem Wechsel der Geschäftsführung 1899 wurden im B. Behr’s Verlag Werke mit dem Themenschwerpunkt Germanistik herausgebracht, so zum Beispiel die Internationale Bibliographie der Kunstwissenschaft (1902–1904), Christian Dietrich Grabbe Sämtliche Werke (4 Bände, 1902), Friedrich Hebbel Sämtliche Werke (1901–1906), Wilhelm von Humboldt Gesammelte Schriften (1903–1906) und Jahresberichte für neuere deutsche Literaturgeschichte (1902 ff.).
1914 erschien – bereits in der achten Auflage – das Buch Vom Kriege von General von Clausewitz.
Nach dem Zweiten Weltkrieg wurde der Verlag mit den Zeitschriften „Die Ernährungswirtschaft“, „Der Industriebackmeister“ und „Der Marktforscher“ zu einem Informationsdienstleister verschiedener Industriesparten.

## Behr’s heute
Das Verlagsprogramm umfasst E-Learning, Software, und Online-Angebote für die digitale Wissensvermittlung sowie Fachbücher, Loseblattsammlungen, Zeitschriften, Newsletter, Fachinformationsdienste, CDs und Videos. Für innerbetriebliche Schulungen bietet Behr’s Videos, CDs und Onlineplattformen mit interaktiven Trainingsprogrammen an.
Seit 2013 bietet die Wissensdatenbank BEHR’S…ONLINE neben Rechtstexten wie Gesetzen, Verordnungen, Richtlinien, Leitsätzen und Beschlüssen auch Kommentare und Erläuterungen u. a. zu den Themen Health Claims, Lebensmittelkennzeichnung, Fleischhygiene, Lebensmittelverpackungen und Kennzeichnung. Hinzu kommen Themen mit IFS, HACCP, Allergenmanagement, Qualitätssicherung und Nachschlagewerke
Die BEHR’S…AKADEMIE bietet Präsenzseminare, Kongresse und Online-Veranstaltungen mit den Schwerpunkten Lebensmittelrecht, Qualitätsmanagement und Qualitätssicherung.

## Auszeichnungen und Preise
2017 hat sich der Behr’s Verlag erstmals in zwei Kategorien um den internationalen SIPAward (Specialized Information Publishers Association Award) beworben. Und in diesen Kategorien mit Seminaren der BEHRS…AKADEMIE jeweils den dritten Platz belegt.
2017:
- Kategorie „Best New Success Story“: Annual Conference QM! (Jahreskonferenz QM!): Platz 3

- Kategorie „Best Conference Marketing“: Mineral Oil Components in Food (Mineralölbestandteile in Lebensmitteln): Platz 3

2018:
- Kategorie „Best Newsletter or Ezine (non-daily): Health Care/Regulatory/Education“: Food & Hygiene Media Package: Decide-Act – Secure: Platz 1
- Kategorie „Best Video     Product“: Infection Protection Law: Video in 10 languages for obligatory training: Platz 2

2019:
- Kategorie „Best Use of Video in Marketing“: Annual Conference QM! Harbour Video with Music: Platz 2
- Kategorie „Best Video Product“: Infection Protection Law: Video in 10 Languages for Obligatory Training: Platz 2
- Kategorie „Best Use of Video in Marketing“: Annual Conference QM! Individual Marketing Videos to Former Participants: Platz 3

2020:
- Kategorie „Bester Podcast“: Bericht für die Lebensmittel-Industrie: Bester Podcast auf iTunes nach 5 Tagen: Platz 1
- Kategorie „Bestes Marketing-Video“: Verrückte neue Welt: Heute bewirbt sich das Unternehmen beim Bewerber: Platz 1
- Kategorie „Beste Social Media Kampagne“: Musikalische Geburtstagsgrüße an Xing-Kontakte: Platz 1
- Kategorie „Bestes Video“: Belehrung nach § 43 Infektionsschutzgesetz: Für Lebensmittelindustrie, Gemeinschaftsverpflegung, Gastronomie und Handwerk in 12 Sprachen: Platz 2
- Kategorie „Bestes Marketing-Video“ zusätzlich: Hohe Öffnungsrate: Bester Podcast auf iTunes nach 5 Tagen: Platz 2
- Kategorie „Bestes Marketing-Video“ zusätzlich: Geburtstagsgrüße mit Klaviermusik: Platz 3

Erstmals hat sich Behr’s 2021 um den Jesse H. Neal Award der SIIA beworben.
2021:
- Kategorie „Best Use of Social Media“: Finalist

2024
- Kategorie „Best Use of Social Media“ mit neuem Video und aktualisierter Leadgenerierung erneut Finalist
- Mit dem Beitrag „Birkel 2.0“ in der Behr’s Fachzeitschrift „DLR – Deutsche Lebensmittel-Rundschau“ erreichte Martin Rücker den dritten Platz der Deutschen Fachpresse als Fachjournalist des Jahres 2024

## Belege
1. ↑  Doppel-Jubiläum beim Behr’s Verlag. In: Lebensmittel Zeitung. 1. April 2010, S. 59.
2. ↑  Nachschlagewerk von Birgit Rehlender (Hrsg.), abgerufen am 2. Januar 2023
3. ↑  Wirth & Horn-Informationssysteme GmbH- www.wirth-horn.de: Portfolio | Behr’s Verlag. Abgerufen am 6. Oktober 2022.
4. ↑  Wirth & Horn-Informationssysteme GmbH- www.wirth-horn.de: Auszeichnungen & Preise | Behr’s Verlag. Abgerufen am 6. Oktober 2022.